# Bublák a niva Plesné
Bublák a niva Plesné je národní přírodní památka v okrese Cheb v Karlovarském kraji, vyhlášená v roce 2017. Předmětem ochrany jsou přírodní útvary mokřadního charakteru, biotop ohrožených druhů rostlin a živočichů. Předmětem ochrany jsou rovněž výskyty mofet, přírodních vývěrů oxidu uhličitého.
Mofety Bublák jsou geologickou lokalitou Geoparku Egeria, části Česko-bavorského geoparku.
Péčí o území je pověřena správa CHKO Slavkovský les.

## Historie
Vyhlášení chráněného území předcházela registrace menšího významného krajinného prvku s názvem Hartoušovské mofety chebskou radnicí v roce 2010.
Předmětem ochrany však bylo pouze mofetové pole v okolí říčky Plesné západně od Hartoušova. Mofety jsou ve střední Evropě ojedinělým a pozoruhodným jevem. Společně s dalšími mofetovými poli v blízkém okolí, např. NPR Soos, představuje lokalita jedno z největších území s výskytem mofet.
Na základě nových poznatků o nadregionálním významu geologických jevů, které jsou v rámci střední Evropy unikátní, zveřejnilo 24. března 2014 Ministerstvo životního prostředí na portálu veřejné správy návrh na vyhlášení Hartoušovských mofet a mofet Bublák jako novou národní přírodní památku s názvem Bublák a niva Plesné. Chráněné území bylo rozšířeno směrem na sever. Zároveň byl rozšířen předmět ochrany o ohrožené druhy rostlin a živočichů.

## Přírodní poměry
Území NPP se nachází v severovýchodní části Chebské pánve v mělké říční nivě Plesné mezi Milhostovem a Hartoušovem. V podloží holocenních náplavů údolní nivy jsou sedimenty svrchního písčito-jílovitého cyprisového souvrství Chebské pánve. Místy náplavy chybí a na povrch vystupují jílovce cyprisového souvrství. V roce 1958 zde byl realizován průzkumný vrt, který prokázal velký přítok rozpuštěného i volného CO2. Množství plynné fáze mnohonásobně převyšuje množství podzemní vody, kterou plyn vytlačuje z hlubších obzorů. Z důvodu vysokého množství oxidu uhličitého je jeho obsah nesnadno měřitelný. Při silně bouřlivém oddělování plynné fáze dochází k jeho intenzivnímu bouřlivému uvolňování. Z nepřesných měření byl stanoven obsah volného oxidu uhličitého na 2000 až 2500 mg/l. Analýzy prováděl Výzkumný ústav balneologický z Mariánských Lázních ve spolupráci s Výzkumným institutem pro balneologii z Bad Elsteru (Sasko).
Z geologického podloží podél tzv. Hrzínského zlomu v Oherském riftu proudí do mofet z hloubek desítek kilometrů plyn, který je tvořen téměř čistým oxidem uhličitým (99,5 %). Zbytek tvoří dusík, kyslík a methan. V neobvykle vysoké koncentraci (1,8 až 4 ‰) se v plynu vyskytují izotopy helia 3He a 4He, které se jinak na zemi vyskytují velice vzácně. To svědčí o tom, že plyny vystupují z velkých hloubek.
Výrony plynů v mofetách vydávají charakteristický silný zvuk, jakoby voda v mofetách vařila. Teplota vody je však nízká, nedosahuje ani 10 °C. V případě vysokého průtoku dochází k prudkému vytlačení sloupce vody k povrchu, čímž vzniká miniaturní gejzír. Při hledání vývěrů se dá spolehnout na sluch, mofety hlasitě bublají. Geologové se domnívají, že plyny unikají přímo z plastické astenosféry ve svrchním zemském plášti podél hranic geotektonických zlomů a procházejí oslabenými zónami v zemské kůře.

### Flóra a fauna
Z ohrožených druhů rostlin se v chráněném území vyskytují hrotnosemenka bílá (Rhynchospora alba) a rosnatka okrouhlolistá (Drosera rotundifolia). Z dalších vzácnějších druhů zde roste prstnatec májový (Dactylorhiza majalis) a vachta trojlistá (Menyanthes trifoliata).
Z ohrožených druhů živočichů zde žijí bobr evropský (Castor fiber), mihule potoční (Lampetra planeri) a blatnice skvrnitá (Pelobates fuscus). Rákosové porosty poskytují prostor pro hnízdění motáka pochopa (Circus aeruginosus) a jeřába popelavého (Grus grus).